# Синдик

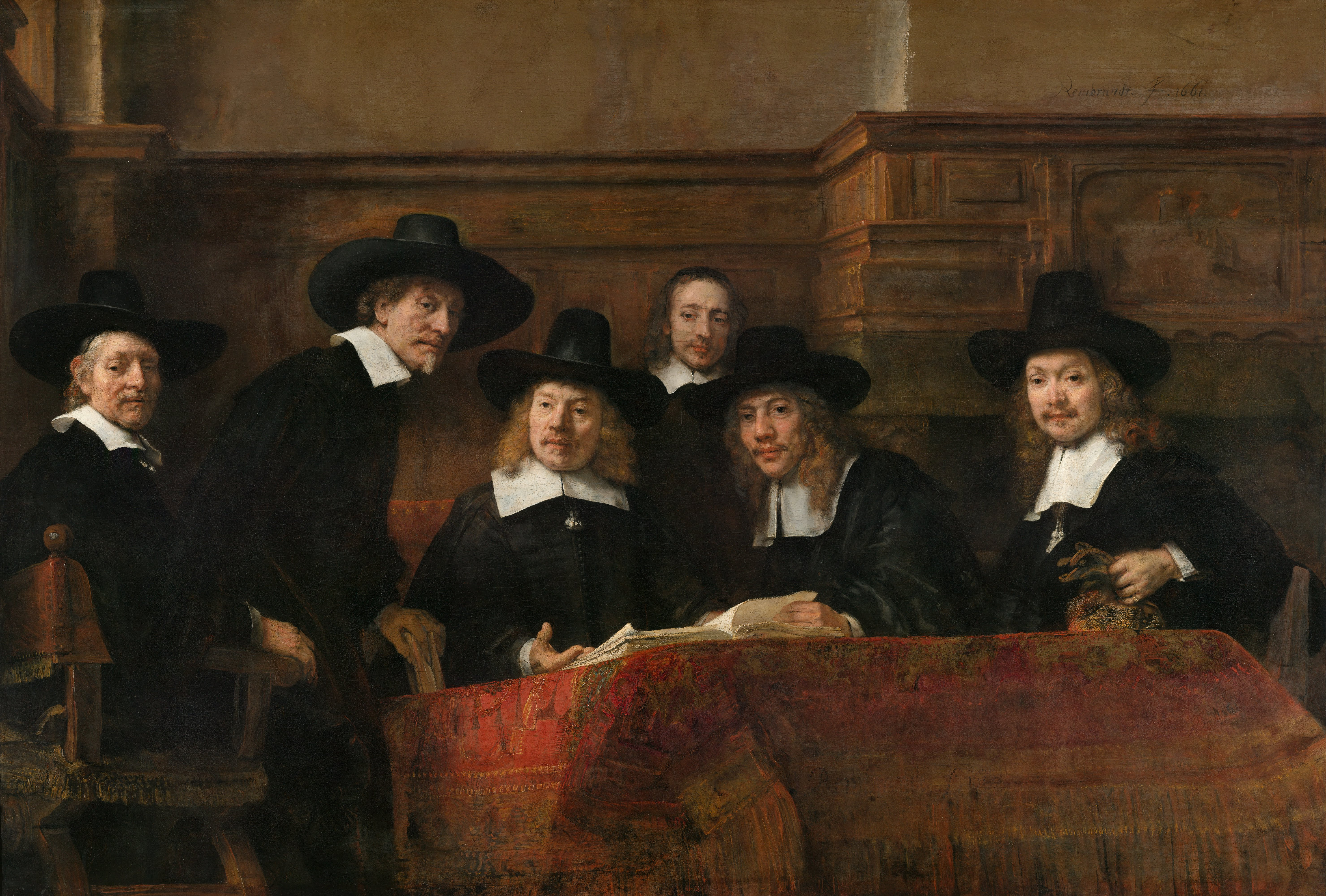
Повірені (синдики) Амстердамської гільдії сукнарів, картина Рембрандта, 1662

Синдик  (дав.-гр. σύνδικος або συνήγορος) — захисник, заступник) — офіційний представник або уповноважена особа певної організації, зазвичай професійної спілки, гільдії або корпорації, яка має повноваження діяти від її імені в юридичних, адміністративних або фінансових питаннях.
У Стародавній Греції синдики — захисники у суді. В Афінах після вигнання Тридцяти тиранів і відновлення демократії синдиками називали чиновників, які розглядали питання про передачу конфіскованого майна приватній особі або державі, які підтверджували своє право на отримання такого майна або його частини. У Стародавньому Римі періоду імперії це були представники якоїсь корпорації.
У низці західноєвропейських країн у XVII—XVIII століттях синдиками називали представників гільдій, які виконували наглядові функції, перевіряли якість товарів, ухвалювали рішення, представляли гільдію перед владою. У Пруссії коронні синдики — особи, які за пропозицією короля давали свої висновки з сумнівних державно-правових питань. До обов'язків львівського синдика входило дбати про права міста (тобто бути представником міста ззовні), піклуватися про сиріт і бідних міщан, вести кореспонденцію з різними особами щодо справ міста. В Італії до 1928 року, в сучасних окремих кантонах Швейцарії синдики — це голови місцевого самоврядування.
У регіонах, де розмовляють каталонською або окситанською мовами, цей термін використовується з середньовіччя у різних застосуваннях. Спікер парламенту Андорри відомий як Генеральний Синдик, до Конституції 1993 року він був фактичним главою уряду Андорри. Аналогічно, синдик Аран є головою адміністрації долини Аран у Каталонії. У Каталонії, на Балеарських островах та у Валенсійській спільноті «Синдик (захисник) скарг» є омбудсменом У парламенті Валенсії речників парламентських груп називають синдиками або синдикинями, і разом вони утворюють Раду речників. В Альгеро, Сардинія, синдик є еквівалентом мера.